# Matilde Brandi
Matilde Brandi (Roma, 27 febbraio 1969) è una ballerina, showgirl, conduttrice televisiva e attrice teatrale italiana.

## Biografia
Nata a Roma da Pietro e Giuseppina, entrambi sammarinesi, dopo essersi diplomata nel 1990 al balletto di Roma, nella stagione 1990/1991 esordisce come ballerina nella trasmissione Club '92 con Gigi Proietti.
L'anno successivo, tra il 1991/1992, acquista molta popolarità partecipando allo show del sabato sera di Rai 1 Fantastico, condotto quell'anno da Raffaella Carrà e Johnny Dorelli, favorita probabilmente, secondo alcuni commentatori televisivi, anche dall’assonanza del suo nome con quello di Marlon Brando. Nell'estate del 1992 partecipa invece come ballerina alla trasmissione Bellezze al bagno, in onda su Rete 4.
Successivamente, nelle stagioni 1992/1993 e 1993/1994, fa parte del corpo di ballo del contenitore domenicale di Canale 5 Buona Domenica, dove, per la stagione 1994/1995 in coppia con la bruna Lorenza Mario, viene promossa come prima ballerina. Sempre in coppia con la Mario partecipa alle due stagioni del varietà di Italia 1 Re per una notte, condotto da Gigi Sabani. Nella stagione 1995/1996, dopo la seconda edizione di Re per una notte, torna in Rai, partecipando a Fantastica italiana, condotto da Paolo Bonolis su Rai 1. Nel 1996 inoltre vince un premio come miglior ballerina televisiva dell'anno. La stagione successiva la vede tornare a Buona Domenica di nuovo in qualità di prima ballerina, questa volta con la conduzione di Maurizio Costanzo. Dopo un anno di pausa, durante l'estate del 1998 fa il suo esordio come conduttrice televisiva presentando insieme ad Andrea Pellizzari la versione estiva del programma musicale Super.

Matilde Brandi, seconda da sinistra, con Paolo Belli, Giorgio Panariello e Anna Oxa alla presentazione della seconda edizione del programma televisivo Torno sabato (2001)

Nella stagione 1998/1999 è nuovamente in Rai, dove affianca Adriano Celentano nello show Francamente me ne infischio, in onda su Raiuno. Nello stesso anno però lavora anche su Rete 4 al fianco di Al Bano nella trasmissione Ballo amore e fantasia. Nell'autunno 1999 è prima ballerina del varietà del sabato sera di Giorgio Panariello Torno sabato, e parteciperà anche all'edizione del 2001 del programma. Nel frattempo, è prima ballerina dell'edizione 2000/2001 di Domenica in, condotta da Carlo Conti. Forte del successo ottenuto, nel 2002 è ospite di una puntata di Carràmba! Che sorpresa in cui, per la prima volta, si esibisce in uno spogliarello. Dopo la partecipazione al programma domenicale, comincia una collaborazione con Conti, che affiancherà durante le estati del 2002, 2003 e 2004 per la conduzione dello spettacolo Baciami Versilia, e in altri programmi televisivi. Nel gennaio 2023 al Campidoglio di Roma vince il Premio “Antenna d’Oro per la Tivvù”.
Nella stagione 2002/2003 si conferma tra le ballerine più importanti della RAI, partecipando assieme a Claudio Amendola e Roberta Lanfranchi al varietà di Raiuno Amore mio (diciamo così), dove cura anche parte della conduzione. Nel 2004 è anche a teatro, dove recita nel musical Victor/Victoria. Il 31 dicembre 2003 conduce assieme a Carlo Conti la prima edizione del programma L'anno che verrà, in diretta su Rai 1 da piazzale Fellini a Rimini. Nei primi mesi del 2005 prende parte come primadonna a Tele Faidaté, spettacolo televisivo della compagnia del Bagaglino di Pier Francesco Pingitore in onda su Canale 5, dove affianca Pippo Franco, Leo Gullotta e Oreste Lionello. Nel 2006 interpreta e balla numerose sigle nello speciale di Raiuno 50 canzonissime della tv, condotto da Carlo Conti.
Da gennaio a giugno 2007 sostituisce Roberta Lanfranchi nella conduzione, insieme a Giancarlo Magalli, del programma di Michele Guardì Piazza Grande, in onda ogni mattina su Rai 2. Nello stesso anno è nel cast del film televisivo Di che peccato sei?, diretto da Pier Francesco Pingitore. Nelle estati del 2007 e nel 2008 presenta due edizioni del Premio Città dei Cavalieri di Malta con Attilio Romita. Nella primavera del 2008 conduce la decima e ultima edizione di Scommettiamo che...?, assieme ad Alessandro Cecchi Paone, altro programma di Michele Guardì in onda su Rai 2. Nell'estate 2009 è la presentatrice della decima edizione del Festival Show di Radio Birikina e Radio Bella & Monella. Inoltre nell'autunno dello stesso anno recita in Sex in the City, ispirato al telefilm americano Sex and the City. Negli anni successivi lavora soprattutto a teatro e in televisione su Canale Italia, dove conduce il talent show Ho imparato una canzone e varie puntate di Cantando ballando.
Nella primavera del 2015 torna su Rai 1 prendendo parte come concorrente alla seconda edizione del talent show Si può fare!, condotto da Carlo Conti, dove si classifica seconda. Sempre nel 2015 è madrina della quindicesima edizione del Grand Prix Corallo Città di Alghero. Dal 29 novembre 2017 torna a lavorare dopo vari anni con la compagnia del Bagaglino di Pier Francesco Pingitore prendendo parte allo spettacolo musicale Gran follia!. Nell'autunno del 2018 è tra i concorrenti dell'ottava edizione di Tale e quale show. Nella stagione 2019-2020 conduce su Telenord il programma culinario Chef per passione, ed è teatro con lo spettacolo Ricette d'amore. Da settembre 2020 partecipa come concorrente alla quinta edizione del Grande Fratello VIP, condotto da Alfonso Signorini su Canale 5, venendo poi eliminata nel corso dell'undicesima puntata. Sempre nel 2020 viene nominata alla conduzione, insieme a  Tosca D’Aquino e Max Nardari, del Festival Sabaudia Studios, con la presenza fissa di Enrico Brignano. Da settembre 2021 è ospite ricorrente a Detto fatto, condotto da Bianca Guaccero in onda su Rai 2. Da aprile 2024 partecipa alla  diciottesima edizione de L'isola dei famosi condotto da Vladimir Luxuria venendo poi eliminata alla semifinale. Dal 22 marzo 2025 partecipa come concorrente al talent show di Rai 1 Ne vedremo delle belle.

## Vita privata
È stata legata fino al 2020 al commercialista Marco Costantini dal quale, nel 2006, ha avuto due figlie gemelle, Sofia e Aurora, quest'ultima concorrente all'ottava edizione de Il collegio. Dal 2021 è legata all’imprenditore del settore della moda Francesco Tafanelli.

## Filmografia
- Di che peccato sei?, regia di Pier Francesco Pingitore – film TV (2007)

## Teatro
- Victor/Victoria, regia di Claudio Insegno (2004)
- Un pezzo di pazzo, regia di Pier Francesco Pingitore (2004-2005)
- Sex in the City, regia di Fabio Crisafi (2006-2007)
- Partiti... di testa, regia di Gino Landi (2008)
- Nel blu dipinto di blu, regia di Claudio Insegno (2010)
- Arrivederci Roma, regia di Claudio Insegno (2012-2013)
- Spettacoloso, regia di Manlio Dovì (2016)
- Una bugia tira l'altra, regia di Luigi Russo (2017)
- Gran follia!, testo e regia di Pier Francesco Pingitore (2017-2018)
- Ricette d'amore, di Cinzia Berni, regia di Diego Ruìz (2019-2020)
- Sexy e indecise di Mauro Graiani, regia di Cinzia Berni (2022)
- Hairspray - The Broadway Musical, regia di Denny Lanza (2024)
- Una come me, di Mauro Graiani, regia di Francesco Brachetti (dal 2025)

## Programmi televisivi
- Club '92 (Rai 2, 1990-1991) – Ballerina
- Fantastico 12 (Rai 1, 1991-1992) – Ballerina
- Bellezze al bagno (Rete 4, 1992) – Ballerina
- Buona Domenica (Canale 5, 1992-1995, 1996-1997) – Ballerina e Prima ballerina
  - Quelli di Buona Domenica in Partita Finale (Canale 5, 1994) 
  - Buona Domenica Gran Finale (Canale 5, 1997)
- Il grande gioco dell'oca (Rai 2, 1993) – Ballerina
- Re per una notte (Italia 1, 1995-1996) – Prima ballerina
  - Re per una notte VIP (Italia 1, 1995) 
  - Re per una notte Bambini (Italia 1, 1995)
- Fantastica italiana (Rai 1, 1995-1996) – Prima ballerina
- Ballo amore e fantasia (Rete 4, 1998) – Prima ballerina
- Super Estate (Italia 1, 1998) – Conduttrice
- Francamente me ne infischio (Rai 1, 1999) – Prima ballerina
- Domenica in (Rai 1, 2000-2001) – Prima ballerina
- Torno sabato (Rai 1, 2000-2002) – Prima ballerina
- Baciami Versilia (Rai 1, 2002-2004) – Co-conduttrice
- Torno sabato - La Lotteria (Rai 1, 2001-2002) – Prima ballerina
- Amore mio (diciamo così) (Rai 1, 2003) – Co-conduttrice
- L'anno che verrà (Rai 1, 2003-2004) – Co-conduttrice
- Tele Faidaté (Canale 5, 2005) – Primadonna
- Nuovamente Versiliana (Rai 1, 2005) – Co-conduttrice
- 50 canzonissime della TV (Rai 1, 2006) – Co-conduttrice
- Sognando Hollywood (Rai 1, 2006) – Co-conduttrice
- Zecchino d'Oro (Rai 1, 2006) – Co-conduttrice
- Piazza Grande (Rai 2, 2007) – Co-conduttrice
- Scommettiamo che...? (Rai 2, 2008) – Co-conduttrice
- 10º Festival Show (Rete Veneta, 2009) – Co-conduttrice
- Ho imparato una canzone (Canale Italia, 2011) – Co-conduttrice
- Cantando ballando (Canale Italia, 2014-2017) – Co-conduttrice
- Si può fare! 2 (Rai 1, 2015) – Concorrente
- Tale e quale show 8 (Rai 1, 2018) – Concorrente
- Chef per passione (Telenord, 2019-2020) – Concorrente
- Grande Fratello VIP 5 (Canale 5, 2020) – Concorrente
- L'isola dei famosi 18 (Canale 5, 2024) - Concorrente
- Ne vedremo delle belle (Rai 1, 2025) - Concorrente

## Pubblicità
Nel 1993 prende parte nel ruolo di ballerina ad una serie di lunghi spot intitolati Varietà Kimbo con testimonial Pippo Baudo.